# 레니 할린

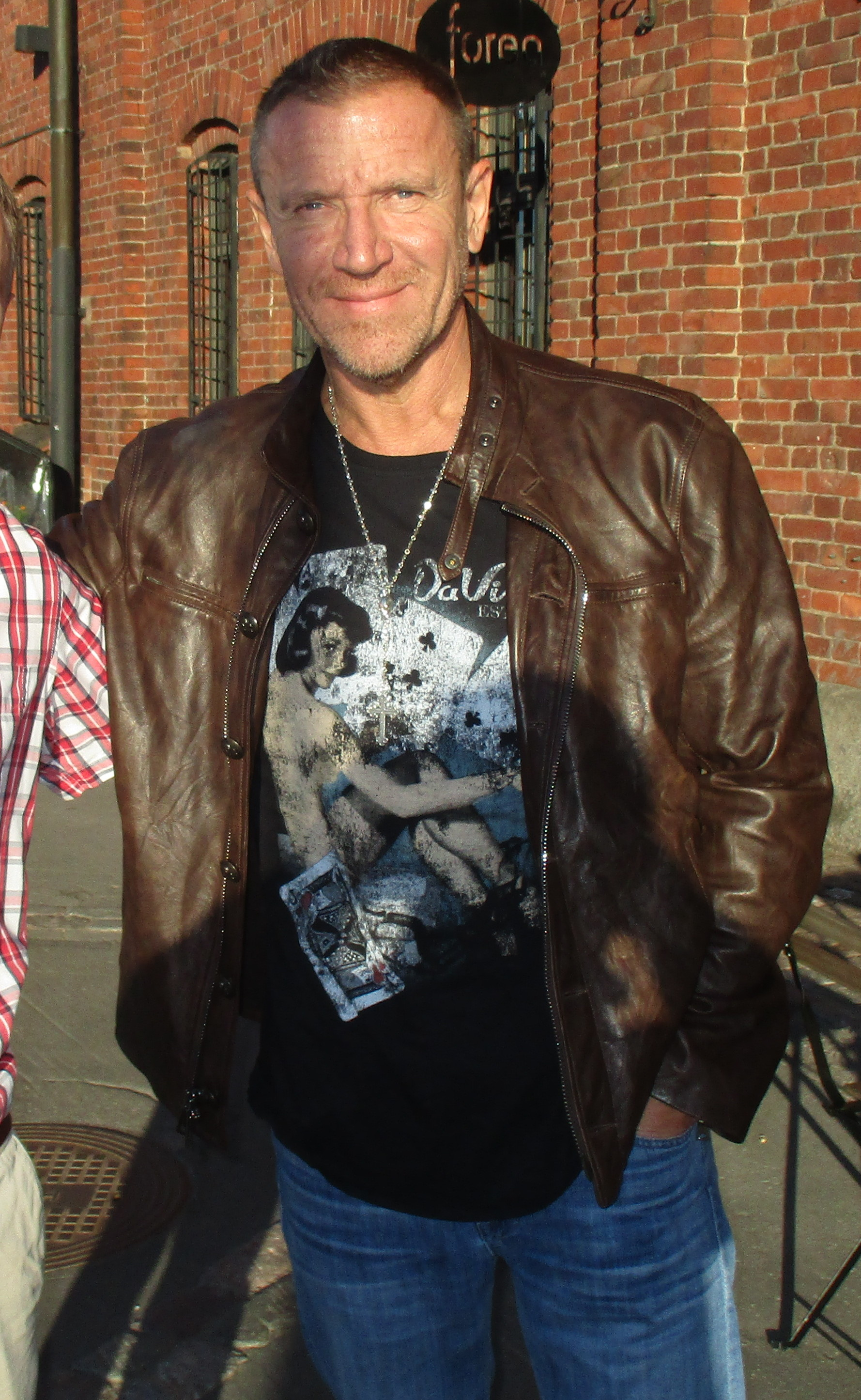

레니 할린(Renny Harlin, 1959년 3월 15일 ~ )은 핀란드계 미국의 영화 감독, 프로듀서 및 시나리오 작가이다. 본명은 로리 하르올라(Lauri Mauritz Harjola)이다.

## 작품목록
- 아틱 히트 1986
- 킬 나이트 Prison 1988
- 나이트메어 4 - 꿈의 지배자 1988
- 다이 하드 2 1990
- 로큰롤 탐정 포드 1990
- 클리프행어 1993
- 컷스로트 아일랜드 1995
- 롱 키스 굿 나잇 1996
- 딥 블루 씨 1999
- 드리븐 2001
- 엑소시스트 4 - 비기닝 2004
- 마인드헌터 2004
- 커버넌트 2006
- 클리너 2007
- 12 라운드 2009
- 5 데이즈 오브 워 2011
- 마네르헤임 2011
- 디아틀로프 2013
- 헤라클레스: 레전드 비긴즈 2014 - 라이너스 역 (출연)
- 스킵트레이스: 합동수사 2016
- 고검기담: 소명신검의 부활 2018
- 침입자들 2019